# Омутинская (станция)
Омутинская — железнодорожная станция в селе Омутинском Омутинского района Тюменской области. Относится к Тюменскому региону Свердловской железной дороги. Располагается на Транссибирской магистрали. 

## Движение
Через станцию осуществляется движение поездов дальнего следования по Транссибирской магистрали. Часть из них делают остановку в Омутинском.
Осуществляется пригородное движение электричек по маршруту Ишим — Тюмень.

## Инфраструктура
Осуществляется продажа билетов на пассажирские поезда. Ведётся приёмка и выгрузка грузов на подъездных путях и местах необщего пользования. 
Имеется железнодорожный вокзал. Наземный переход на платформы и через пути станции.